# Sile
Le fleuve Sile est un cours d'eau de Vénétie, dans le nord de l'Italie. Il prend sa source dans la localité de Casacorba, hameau de la commune de Vedelago, dans la province de Trévise. Il se jette dans la mer Adriatique à Jesolo, après un cours sinueux de 96 km.

## Particularités
Le Sile est le plus long fleuve de résurgence d'Europe. Plusieurs sources résurgentes et fontaines se trouvent le long de son cours entre sa source et son ex-embouchure dans la lagune de Venise. La zone entière fait partie du parc naturel du fleuve Sile.
Son ancienne embouchure dans la lagune se trouvait dans la localité de Portegrandi, puis au XVIIe siècle son cours est dévié par un canal (Taglio del Sile) qui se jette dans l'ancien lit du fleuve Piave (lui-même détourné plus au nord), pour terminer dans la mer Adriatique, au port de Piave Vecchia, entre le Lido de Jesolo et Cavallino-Treporti.

## Géophysique
Le Sile a subi les mêmes phénomènes climatiques et géologiques de l'ère quaternaire que le fleuve Pô et autres fleuves de la plaine du Pô, l'alternance des périodes froides et périodes à climat tempéré. Les anciens glaciers du Piave et de la Brenta transportaient des vallées alpines à la plaine de Trévise, éparpillant çà et là, une certaine quantité de matières alluvionnaires.
Après la dernière glaciation, il y a environ 17 000 ans, s'était formée une épaisse couche de dépôts sédimentaires : graviers grossiers de toute nature, sable avec de l'argile fine et compacte vers la mer.
La découverte de constructions sur pilotis et d'ustensiles en silex et argile dans les environs de Casacorba, zone des sources, témoigne de l'existence de villages sur pilotis, il y a environ 10 000 ans. Ces petites tribus de chasseurs-cueilleurs provenant des collines étaient attirées par l'abondance des eaux, par la richesse de la faune sauvage et de la flore des bords du fleuve.

## Caractéristiques
- Source : Casacorba di Vedelago (Treviso) ;
- Embouchure : Port de Piave Vecchia dans la commune de Jesolo ;
- Longueur : 96 km ;
- Largeur max : 40 m ;
- Débit (à mi-course) : min 33 m3/s, moy 55 m3/s, max 76 m3/s ;
- Vitesse : 2 m/s ;
- Température de l'eau : hivernale + 8/9 °C, estivale + 14/15 °C ;
- Bassin hydrographique : 628 km2 ;
- Affluents de droite : Piovega, Dosson, Serva ;
- Affluents de gauche : Corbetta, canale di Gronda, Cerca, Botteniga, Limbraga, Storga, Melma, Nerbon, Musestre, Vallio, Meolo.

## Villes baignées
Piombino Dese, Casale sul Sile, Casier, Istrana, Morgano, Quinto di Treviso, Roncade, Silea, Trévise, Vedelago, Quarto Altino, Portegrandi, Jesolo